# Jember Lor
Jember Lor is een bestuurslaag in het regentschap Jember van de provincie Oost-Java, Indonesië. Jember Lor telt 19.017 inwoners (volkstelling 2010).